# Valle dei Ratti
Valle dei Ratti este o arie protejată (arie specială de conservare — SAC, sit de importanță comunitară — SCI) din Italia întinsă pe o suprafață de 928 ha, integral pe uscat.

## Localizare
Centrul sitului Valle dei Ratti este situat la coordonatele 46°11′53″N 9°31′59″E / 46.198°N 9.533°E.

## Înființare
Situl Valle dei Ratti a fost declarat sit de importanță comunitară în iunie 1995 pentru a proteja 15 specii de animale. Situl a fost protejat și ca arie specială de conservare în aprilie 2014.

## Biodiversitate
Situată în ecoregiunea alpină, aria protejată conține 10 habitate naturale: Păduri alpine de Larix decidua și/sau Pinus cembra, Pajiști boreale și alpine pe substrat silicios, Păduri acidofile de Picea de la nivel montan la nivel alpin (Vaccinio-Piceetea), Păduri aluvionare cu Alnus glutinosa și Fraxinus excelsior (Alno-Padion, Alnion incanae, Salicion albae), Grohotișuri silicioase de la nivelul montan până la nivelul zăpezii (Androsacetalia alpinae și Galeopsietalia ladani), Pajiști alpine și boreale, Formațiuni ierboase bogate în specii de Nardus, dezvoltate pe substraturi silicioase în zone montane (și în zone submontane, în Europa continentală), Tufărișuri subarctice cu Salix spp., Pante stâncoase silicioase cu vegetație casmofită, Mlaștini turboase de tranziție și turbării mișcătoare.
La baza desemnării sitului se află mai multe specii protejate:
- păsări (14): uliu păsărar (Accipiter nisus), potârnichea de stâncă (Alectoris graeca saxatilis), acvilă de munte (Aquila chrysaetos), cocoșul de mesteacăn (Bonasa bonasia), șorecarul comun (Buteo buteo), mierla de apă (Cinclus cinclus), ciocănitoare neagră (Dryocopus martius), vânturel roșu (Falco tinnunculus), Lagopus muta helvetica, Lyrurus tetrix tetrix, Prunella collaris, stăncuță alpină (Pyrrhocorax graculus), huhurez mic (Strix aluco), mierlă gulerată (Turdus torquatus)
- mamifere (1): liliacul mare cu potcoavă (Rhinolophus ferrumequinum)

Pe lângă speciile protejate, pe teritoriul sitului au mai fost identificate 21 de specii de plante, 2 specii de mamifere, 2 specii de nevertebrate, 2 specii de reptile.